# Henry Aldrich
Henry Aldrich (Westminster, 1647 — Oxford, 14 de dezembro de 1710) foi um teólogo e filósofo inglês.

## Biografia
Aldrich foi educado na Westminster School sob a direção do reverendo anglicano Richard Busby. Em 1662, entrou para Christ Church, em Oxford, e em 1689 foi nomeado decano, sucedendo ao católico John Massey, que fugiu para o Continente. Em 1692, foi vice-reitor da Universidade de Oxford. Em 1702, foi nomeado reitor de Wem em Shropshire, mas continuou a residir em Oxford, onde morreu em 14 de dezembro de 1710. Foi sepultado na Catedral Christ Church, em Oxford, sem qualquer memorial, a seu pedido.

## Trabalhos
Aldrich foi um homem de uma incomum variedade de talentos. Um erudito clássico de grandes méritos, é mais conhecido como o autor de um pequeno livro sobre lógica (Compendium Artis Logicae). Embora não seja inovador no campo da lógica propriamente dita (semelhante ao Summulae Logicales de Petrus Hispanus), seu constante uso por gerações de estudantes de Oxford mostrou ser de grande valor sintético e didático: o Compendium continuou a ser lido na Universidade de Oxford (na edição revisada de Henry Longueville Mansel) até meados do século XIX.
Aldrich também compôs uma série de hinos e serviços religiosos de elevado mérito, e adaptou grande parte da música de Giovanni Pierluigi da Palestrina e Giacomo Carissimi para o idioma inglês, com grande habilidade e capacidade. Deve-se a ele a muito conhecida, Hark, the bonny Christ Church bells.
A evidência de sua habilidade como arquiteto pode ser vista na igreja e campanário de Todos os Santos, em Oxford, e em três lados do então chamado Quadrilátero Peckwater da Christ Church, que foram erguidos conforme seus projetos. Tinha grande sociabilidade e escreveu uma humorística versão latina da balada popular Um soldado e um marinheiro, Um funileiro e um alfaiate, etc.
Outra amostra de sua sagacidade é feita através do seguinte epigrama das cinco razões para beber:
Si bene quid memini, causae sunt quinque bibendi;
Hospitis adventus, praesens sitis atque futura,
Aut vini bonitas, aut quaelibet altera causa.
Cuja tradução é:
Se bem me lembro, há cinco razões pelas quais os homens bebem:—
Um bom vinho; um amigo; porque eu estou seco;
Ou porque deveria;
Ou - qualquer outra razão.